# Ernst Heinkel Flugzeugwerke
Die Ernst Heinkel Flugzeugwerke GmbH (ab 1943 Ernst Heinkel AG), kurz Heinkel, war eines der größten deutschen Flugzeugbauunternehmen in der ersten Hälfte des 20. Jahrhunderts. Die Ernst Heinkel Flugzeugwerke hielten 1352 Patente auf dem Gebiet des Flugwesens und 587 Schutzrechte im Triebwerksbereich. Maschinen und Lizenzen wurden nach Dänemark, Finnland, Schweden, Ungarn, die Sowjetunion und nach Asien verkauft. Die Firma konstruierte Zivil- und später insbesondere auch Militärflugzeuge. Sie brachte Rostock in der ersten Hälfte des 20. Jahrhunderts den endgültigen Durchbruch in Sachen Industrialisierung. Rostock wurde moderne Großstadt und Hochtechnologie-Standort. Die Zahl der Mitarbeiter stieg von etwa 1000 im Jahr 1932 auch durch den Betrieb weiterer Werke in Deutschland und im besetzten Polen und Österreich über rund 9000 Mitte 1939 auf etwa 16.000 Ende 1944.

## Geschichte

### Weimarer Republik
Ernst Heinkel gründete am 1. Dezember 1922 die Ernst Heinkel Flugzeugwerke Warnemünde. Die ersten Flugzeuge waren die Schwimmerflugzeuge HE 1 und HE 2, deren Lieferung trotz der Auflagen der Siegermächte des Ersten Weltkriegs durch die Zusammenarbeit mit dem Kapitänleutnant a. D. Walter Hormel möglich wurde, und die Ende 1923 beginnende Entwicklung des Schulflugzeuges HE 3, das von Chefkonstrukteur Karl Schwärzler (1901–1974) entworfen wurde. 1931 erhielt Ernst Heinkel vom zuständigen Reichskommissariat die Kündigung für seine angemieteten Hallen in Rostock-Warnemünde, der Standort befand sich auf dem Gelände des Seeflugzeug-Versuchskommandos, einer militärischen Einrichtung.
Als Notlösung verlegte Heinkel den Stammsitz seiner Firma in die teilweise leerstehenden Hallen der Firma R. Dolberg in die Rostocker Bleicherstraße. Es war ein überschaubares Gelände ohne Erweiterungsmöglichkeiten, bot jedoch durch die unmittelbare Nähe zum Güterbahnhof zumindest unter logistischen Aspekten gute Voraussetzungen. Zu diesem Zeitpunkt baute Heinkel verschiedene Flugzeugtypen für das Reichswehrministerium und Postflugzeuge.

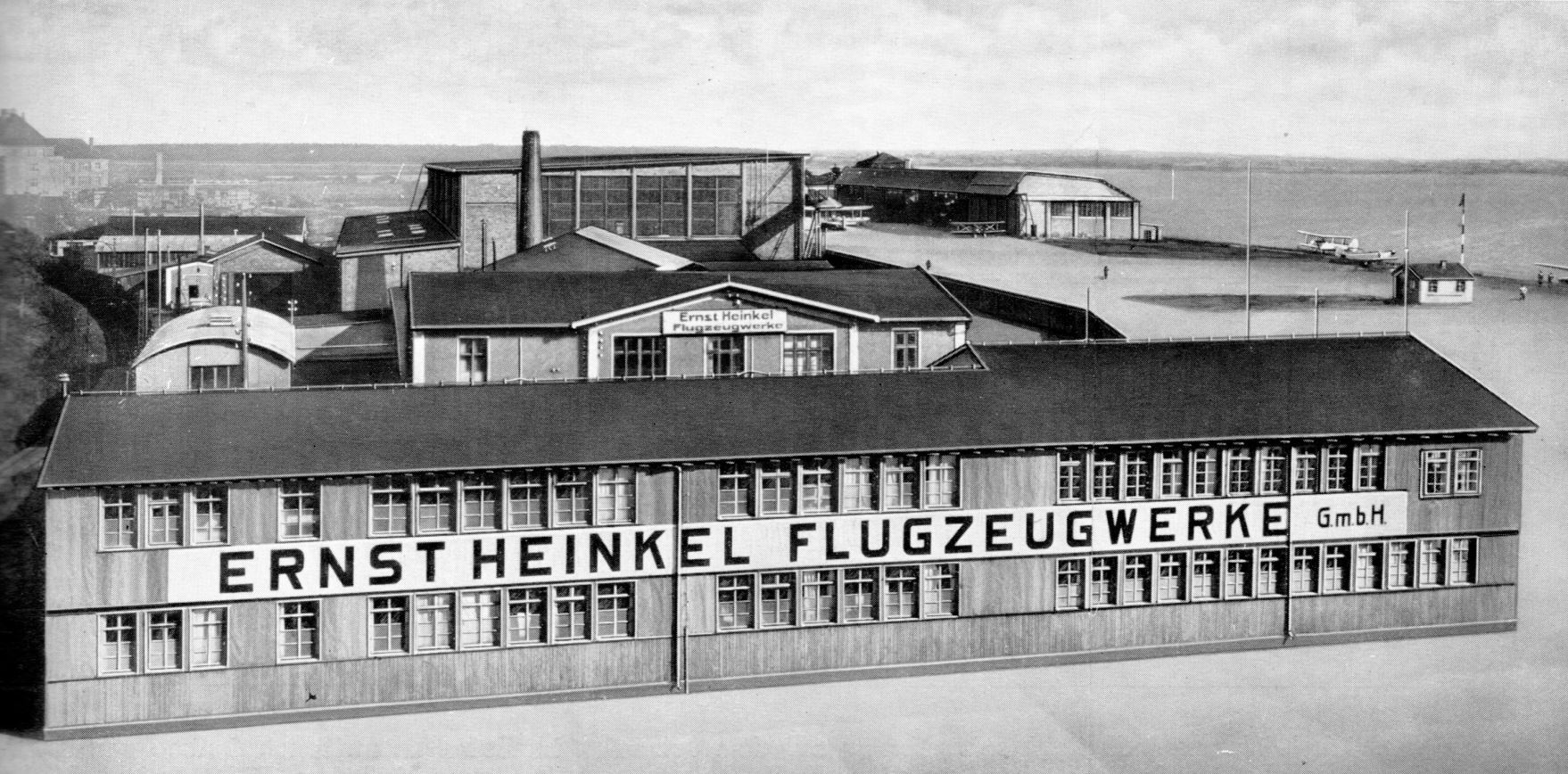
Betriebsstätte Hohe Düne, ca. 1930

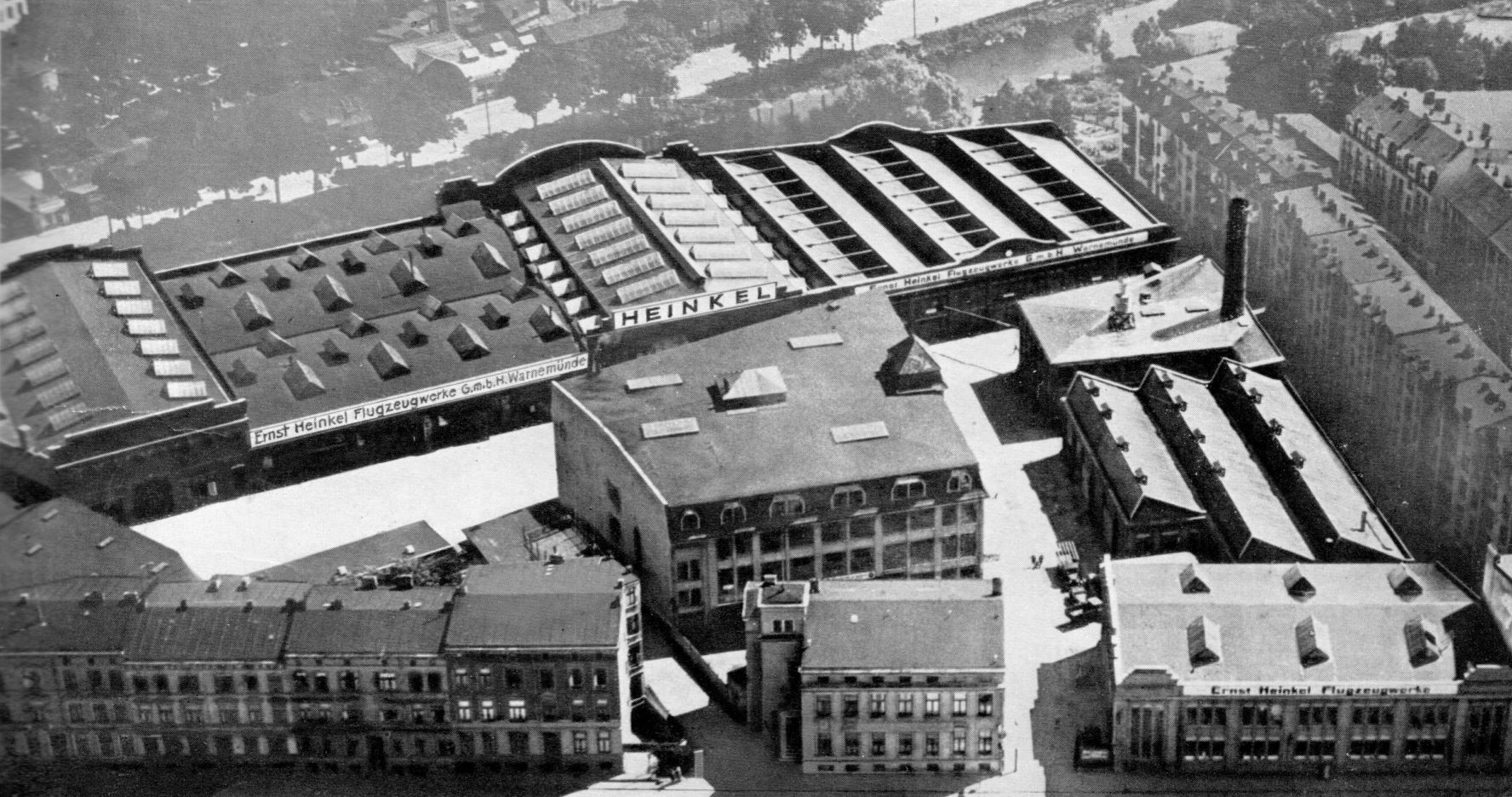
Die Heinkel-Werke in der Bleicherstraße, um 1932

### Zeit des Nationalsozialismus
Die Heinkel-Werke waren bereits 1932 zum größten Industriebetrieb Mecklenburgs geworden. Auf Anregung des Leiters des noch geheimem Luftwaffenverwaltungsamtes, Albert Kesselring, nach einem Besuch bei Heinkel in der Bleicherstraße begannen 1933 die Planungen für ein neues Werk bei Rostock für etwa 3000 Arbeiter. Im Gegenzug garantierte das Luftwaffenverwaltungsamt hohe Abnahmepreise für die Flugzeuge. Der kleine Standort in der Bleicherstraße ließ keine Massenproduktion für die Rüstung zu, so begannen die Planungen für einen großen Entwicklungs- und Produktionsstandort auf einem 300 Hektar großen Grundstück der Staatsdomäne in Rostock-Marienehe. Ab 1934 wurde zusätzlich in den Hallen der von Heinkel übernommenen Firma Norddraht in der Rostocker Werftstraße produziert.
Im Frühjahr 1934 konnte mit dem Neubau auf dem Gelände in Rostock-Marienehe begonnen werden. Der Rohbau für den ersten Bauabschnitt war im Dezember 1934 fertig. Der Start der Produktion in Marienehe erfolgte ab 1935. Das neue Werk wurde zum modernsten Flugzeugwerk Europas und avancierte schnell zum Stammwerk der Heinkel-Werke. Es verfügte über einen eigenen Werksflugplatz mit fünf befestigten Start- und Landebahnen. Die Hauptbahn, die in West-Ost-Richtung verlief, hatte eine Länge von 1.500 m. Im Werk gab es für die Mitarbeiter in Rostock bisher unbekannte soziale Einrichtungen wie günstiges und gutes Gemeinschaftsessen aus der Kantine und ein Gesundheitshaus, wo beispielsweise auf vorbeugenden Gesundheitsschutz (z. B. mit Kneipp-Kuren) geachtet wurde. Dazu kamen eine großzügig ausgelegte Lehrlingsausbildung und berufliche Weiterbildung im Betrieb, Sportstätten und kulturelle Betreuung für die Familie. Der Bau von geförderten Wohnungen für die Betriebsangehörigen ließ ganze Stadtteile (Alt-Reutershagen, Komponistenviertel) neu entstehen. Das Unternehmen zahlte vor Kriegsbeginn meist überdurchschnittliche Löhne zu vergleichbaren Industrien. Von den insgesamt über 55.000 Beschäftigten waren im Jahr 1945 etwa 17.000 Zwangsarbeiter und Kriegsgefangene.

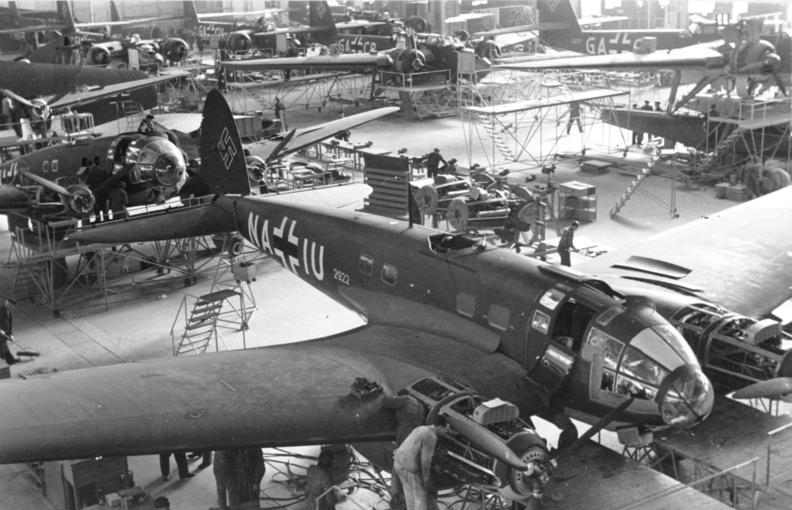
Serienproduktion von Heinkel He 111

Ab 1935 arbeiteten die Heinkel-Werke auch für das Heereswaffenamt, für das Wernher von Braun die Entwicklung eines Raketenantriebs mit flüssigem Brennstoff vorantrieb. Es entstand die Heinkel He 176, ausgerüstet mit einem Raketentriebwerk des Kieler Unternehmens Walter, deren Erstflug am 20. Juni 1939 auf dem Gelände der Erprobungsstelle der Luftwaffe Peenemünde-West stattfand.
In Rostock-Marienehe führte Pilot Erich Warsitz am 27. August 1939 mit der Heinkel He 178 den weltweit ersten düsenbetriebenen Flug durch. Die Maschine wurde von einer 378 kg schweren Heinkel-HeS-3b-Strahlturbine angetrieben, die von Hans Pabst von Ohain entwickelt worden war.
Ernst Heinkel war der Typus eines eigenbrötlerischen Erfinder-Unternehmers und verfolgte eine Unternehmensstrategie, immer neue Werke und Tätigkeitsbereiche zu akquirieren. Das hierbei eingeschlagene und von ihm so bezeichnete „Heinkel-Tempo“ wurde jedoch von maßgeblichen Vertretern der Rüstungswirtschaft als schlecht koordinierte und kaum konzentrierte Entwicklungspolitik angesehen, deren ständige Terminüberschreitungen bei der Fertigung mit Improvisationen nicht mehr zu kaschieren waren. So geriet Heinkel immer mehr unter staatlichen Einfluss und musste sich schließlich einer von der Rüstungsbehörde vorgegebenen finanziellen Konsolidierung beugen, die sich 1943 in der Gründung der „Ernst Heinkel AG“ (EHAG) niederschlug. Mit der Konstruktion der AG wurde Heinkels direkter Einfluss auf seine Betriebe vorerst gestoppt. Zwar behielt er zwei Drittel des Gesellschaftskapitals, musste sich aber mit dem Posten eines Aufsichtsratsvorsitzenden begnügen.

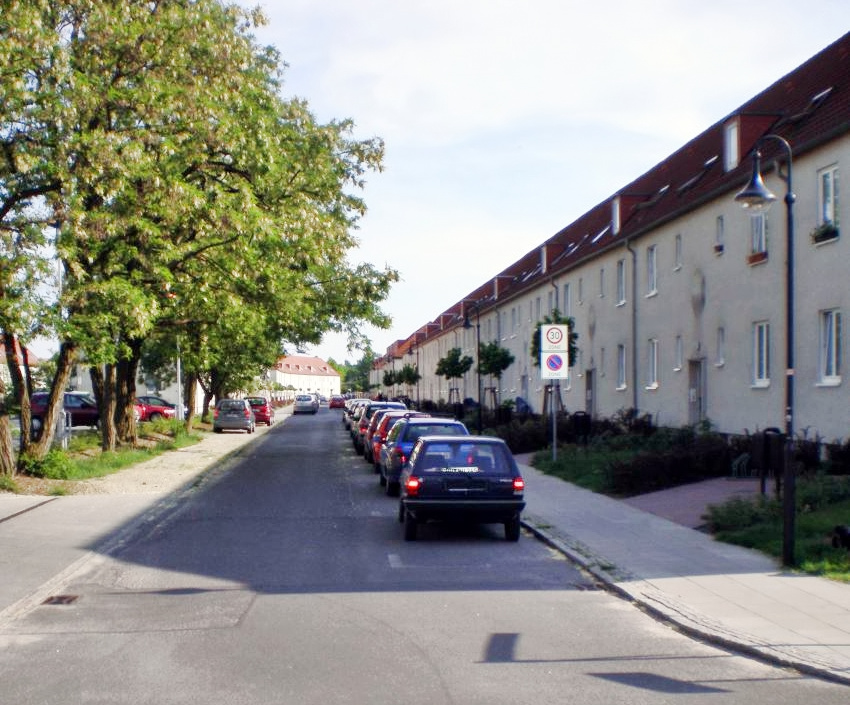
Blick in die Heinkel-Siedlung Oranienburg

1936 begannen die Arbeiten an der Errichtung eines neuen Heinkel-Zweigwerkes in Oranienburg. In der Stadt Oranienburg wurden in großem Umfang Zwangsarbeiter und Häftlinge aus dem Konzentrationslager Sachsenhausen eingesetzt.
Durch den Kriegseintritt der USA 1941 wurden Luftangriffe von US-Bombern auch tagsüber durchgeführt. Sie hatten dabei gezielt Industriebetriebe im Visier. Anfangs war die Ausschaltung von Produktionsstätten für Flugzeuge ein wichtiges Ziel der US-Bomberstaffeln, um die Luftüberlegenheit zu erringen, im Gegensatz zu den Briten, die bis dahin vornehmlich großflächig Städte während der Nacht bombardierten. Die Flak sowie damalige Jagdflugzeuge waren bei Nacht wesentlich weniger effektiv bzw. mussten speziell als Nachtjäger konzipiert sein.

Ab 1943 entstanden mehrere kleine Außenwerke. Die neuen Werke waren den Alliierten nicht sofort bekannt. Durch ihre Vielzahl und geringe Größe solcher Außenwerke konnte ein Produktionsausfall außerdem leichter ausgeglichen werden.
Für die Heinkel-Werke wurde eines der größten Außenlager des KZ Sachsenhausen angelegt. Im Werk mussten bis zu 8.000 Häftlinge arbeiten. Im Außenlager des KZ Majdanek in Budzyń arbeiteten in den Jahren 1942 bis 1944 bis zu 3.000 Zwangsarbeiter.
Am Standort Oranienburg existieren heute noch unter anderem die Werkssiedlung Weiße Stadt (Architekt Herbert Rimpl), Teile des Werksflughafens sowie der Ort Leegebruch, der eigens für die Arbeiter des Flugzeugwerkes gebaut wurde. Es gab neben den großen KZ-Außenlagern auch mehrere kleinere Außenlager über das gesamte Deutsche Reich verteilt. In Krakow am See wurde beispielsweise in den Getreidehallen der mecklenburgischen Kleinstadt ein solches kleines Werk zum Bau von Flugzeugteilen für 150 bis 200 Arbeiter errichtet. Dafür wurde ein Außenlager des KZ Ravensbrück mit weiblichen Häftlingen errichtet.
Heinkel hatte in Rostock Fertigungsstätten in Marienehe, in der Bleicherstraße, der Werftstraße und am Patriotischen Weg. Außerdem gab es Fertigungen in Lübz, Rövershagen, Ribnitz und Barth. Ein größerer Außenbetrieb war auch seit Mitte der 1930er Jahre in Bad Doberan errichtet. Ab 1942 befand sich zur Aufrechterhaltung der Produktion im nahe gelegenen Althof bei Bad Doberan ein Lager des Kriegshilfsdienstes (KHD) mit über 200 Reichsarbeitsdienst-Angehören. Dazu kamen Werke in Berlin-Reinickendorf und Oranienburg (Heinkel-Werke Oranienburg), am Flughafen Wien-Schwechat (ab 1942), in Jenbach/Tirol (ab 1939), im Harz, in Krakau und bei Paris.
| Organisation für den Zeitraum 1. Dezember 1922 bis 31. März 1943                   |                                                                    |                                                        |                                                                       |
| Ernst Heinkel Flugzeugwerke GmbH gegründet am 1. Dezember 1922 Rostock, Warnemünde |                                                                    |                                                        |                                                                       |
| Heinkel-Werke GmbH gegründet am 1. Mai 1936 Berlin, Oranienburg, Germendorf        | Hirth Motoren GmbH übernommen im April 1941 Stuttgart-Zuffenhausen | Jenbacher Berg- und Hüttenwerke gegründet 1939 Jenbach | Vereinigte Ostwerke GmbH übernommen am 1. Oktober 1939 Krakau, Mielec |

| Organisation für den Zeitraum 1. April 1943 bis Mai 1945 |                                                  |                                                                                                |                                           |                              |                      |                                         |                                                      |
| Ernst Heinkel AG gegründet am 1. April 1943 Rostock |                                                  |                                                                                                |                                           |                              |                      |                                         |                                                      |
| Werk Rostock Rostock-Marienehe | Werk Oranienburg Berlin, Oranienburg, Germendorf | Werk Wien Wien-Heidfeld                                                                        | Werk Hirth Motoren Stuttgart-Zuffenhausen | Werk Waltersdorf Waltersdorf | Werk Jenbach Jenbach | Vereinigte Ostwerke Krakau, Mielec      | Reparaturbetriebe Kopenhagen-Kastrup                 |
| Rostock, Bleicherstraße Rostock, Werftstraße Rostock, Patriotischer Weg Pütnitz Oelsnitz/Vogtland Adorf Barth Krakow am See Lübz Güstrow Rövershagen Staßfurt | Schloss Oels Como                                | Zwölfaxing Schwechat Mödling Wien-Hilden Wien-Floridsdorf Wien-Groß Jedlersdorf Langenzersdorf | Backnang Kochendorf Kolbermoor            | Berlin-Grünau Wunchendorf    |                      | Mielec Budzyń Wieliczka Bad Gandersheim | Konstruktionsbüro Paris, Konstruktionsbüro Amsterdam |

### Ab 1945

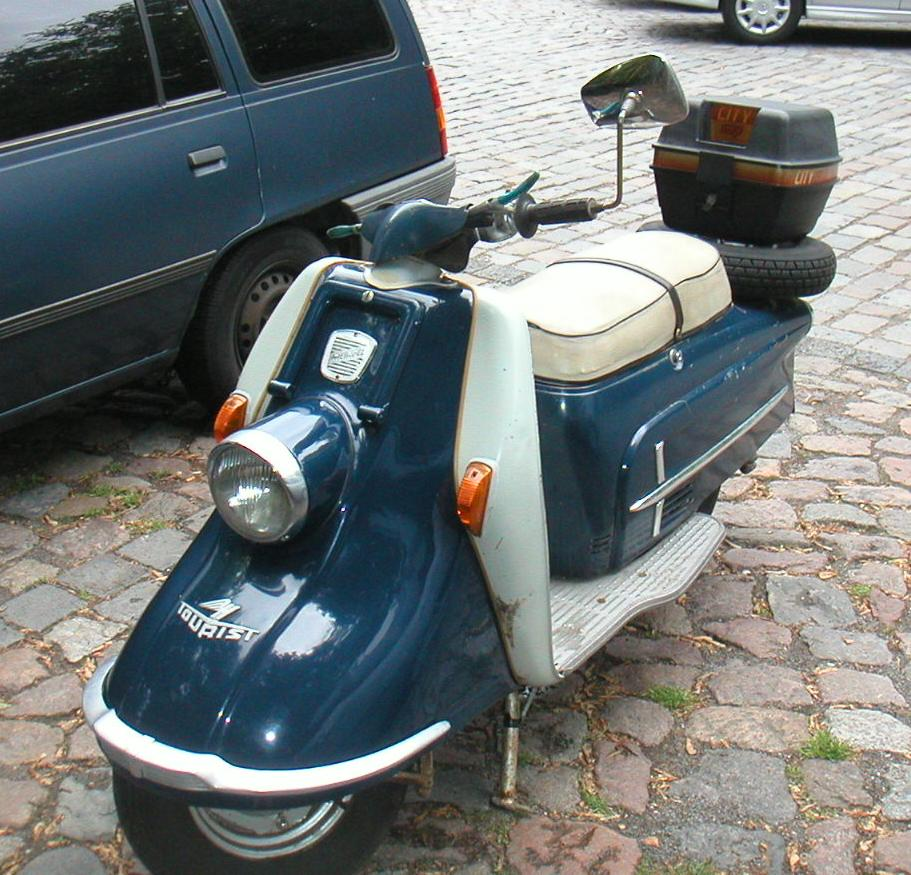
Motorroller Heinkel Tourist

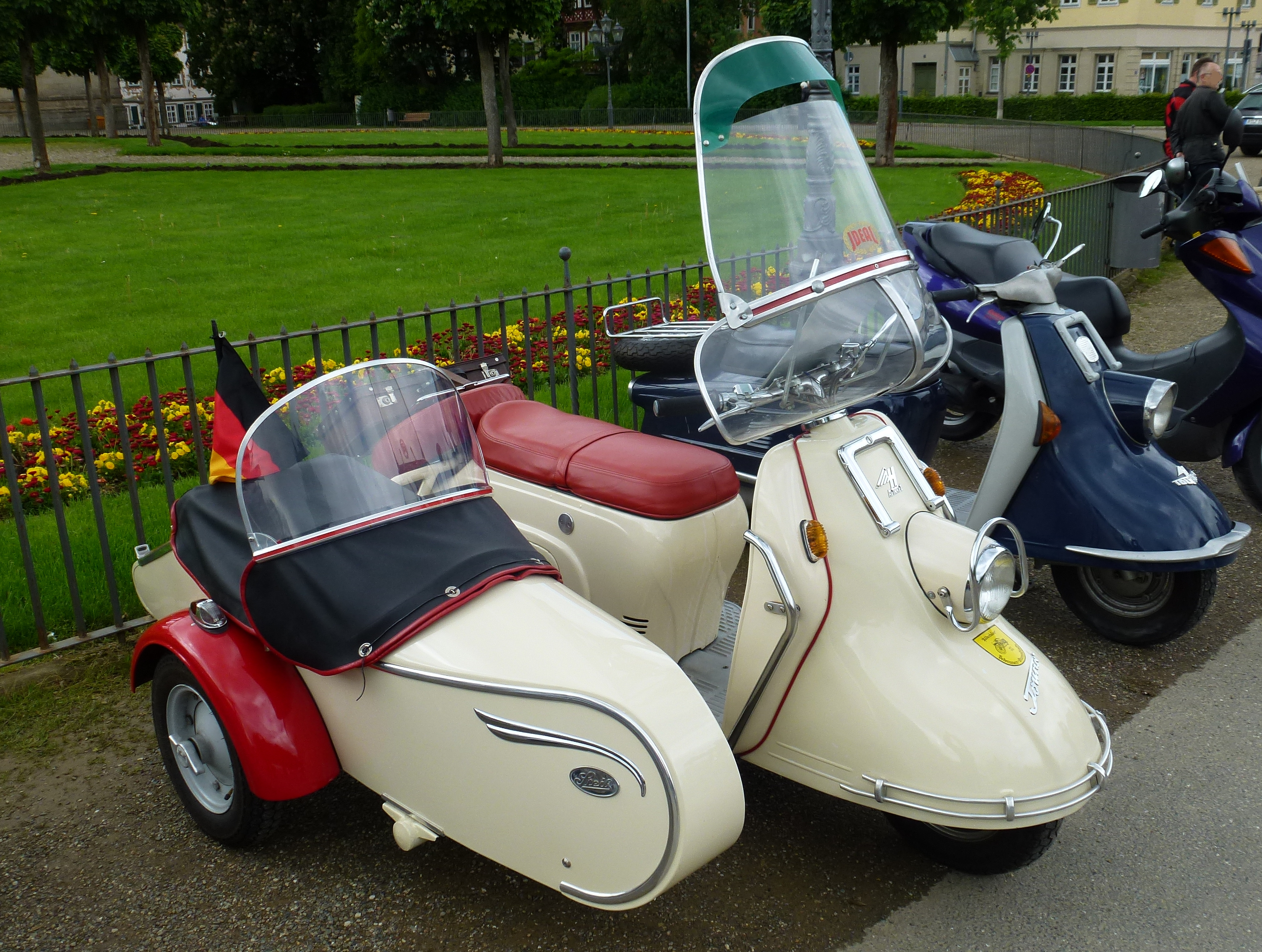
Heinkel Tourist mit Steib-Beiwagen

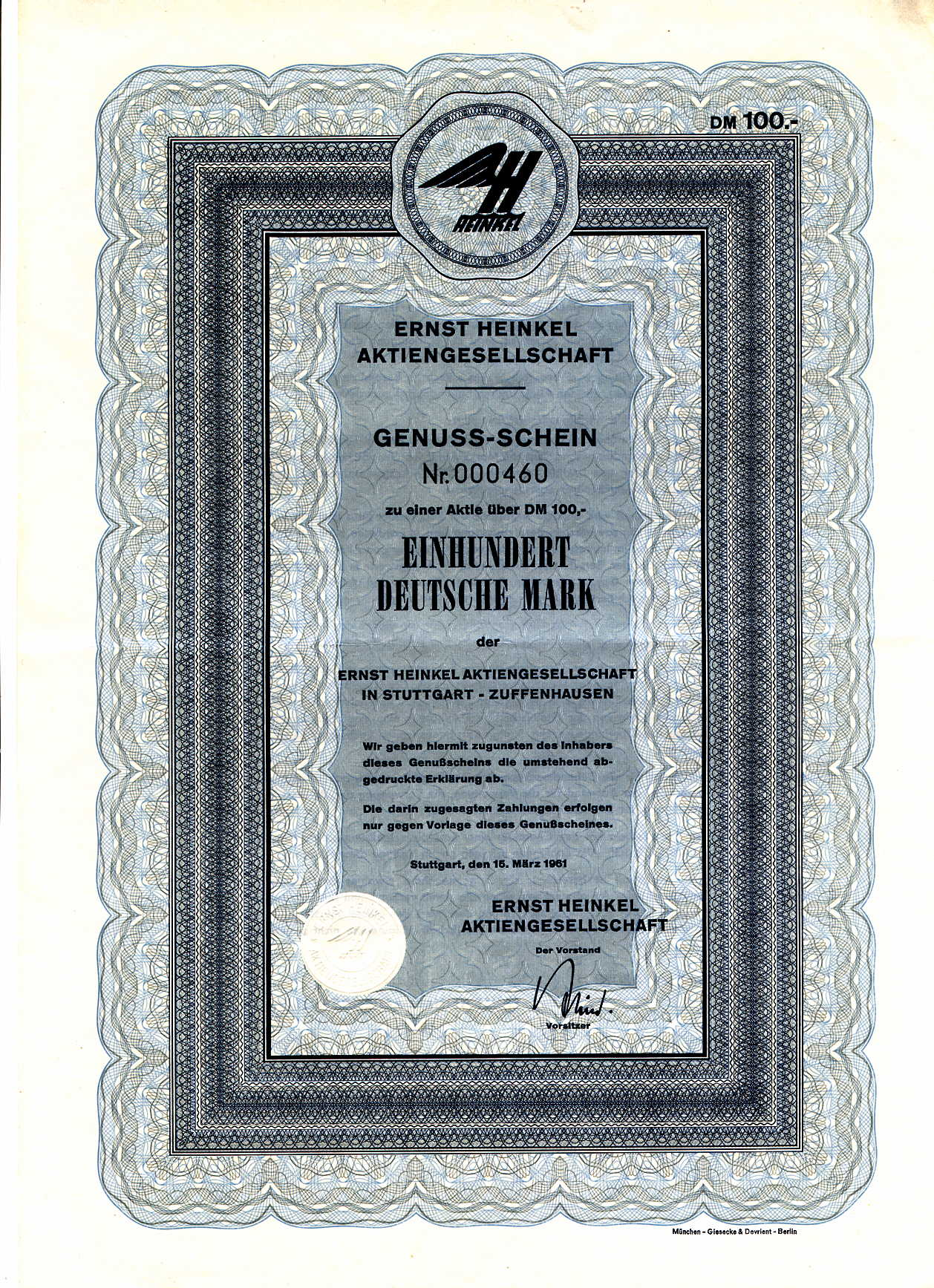
Genuss-Schein der Heinkel AG Stuttgart (1961)

Mit der Besetzung Rostocks durch sowjetische Truppen am 1. Mai 1945 kam der Flugzeugbau zum Erliegen. Zunächst wurde alles noch irgendwie Brauchbare in den teilweise zerbombten Werksanlagen demontiert und als Reparation in die Sowjetunion gebracht. Die Demontagearbeiten dauerten mindestens bis 1948. Die Überreste der Hallen und Gebäude wurden gesprengt und eingeebnet. Auf dem nunmehr beräumten Gelände wurde ab 1950 das Fischkombinat Rostock erbaut. Ein bedeutendes Kapitel deutscher und internationaler Technik- und Flugzeuggeschichte war beendet.
Bald nach dem Zweiten Weltkrieg beschäftigte sich die Heinkel AG am neuen Firmensitz Stuttgart mit Konstruktionsleistungen für Dritte (z. B. der Entwicklung eines Dreizylinder-Zweitaktmotors für den schwedischen Saab 93), um dann selbst mit der Fertigung von Motoren zu beginnen. Beispielsweise stammten die wassergekühlten Zweizylinder-Zweitaktmotoren der Maico-Kleinwagen und der Tempo-Lieferwagen von Heinkel. Es folgten Mopeds („Heinkel-Perle“), Rollermobile („Heinkel Kabine“) und Motorroller, deren bekanntester der Motorroller „Tourist“ mit 175-cm³-Viertaktmotor ist. Dieser wurde bis Mitte der 1960er Jahre in großen Stückzahlen verkauft, unter anderem war er auch als Postzustellerfahrzeug oder als Polizeifahrzeug im Einsatz. Im Jahr 2015 waren in Deutschland noch etwa 7000 dieser Roller gemeldet, was für deren Qualität und Langlebigkeit spricht.
Von der „Heinkel-Kabine“ wurden etwa 17.000 Stück in Deutschland, Argentinien, Irland (bei der Dundalk Engineering Company) und England (dort von Trojan Limited als „Trojan“ bis 1965) gebaut. Bis in die späten 1960er Jahre lief die Heinkel-Motorenfertigung.
Auf dem Gelände der ehemaligen Flugwerke Saarpfalz in Speyer wurde ab 1958 die Flugzeugentwicklung unter der Bezeichnung Ernst Heinkel Fahrzeugbau wieder aufgenommen. Dort fertigte Heinkel bis zum Verkauf der Anlagen nach Irland auch die „Heinkel Kabine“.
Die Heinkel Fahrzeugbau fusionierte 2000 mit Firma Heinkel Medizinsysteme zur Heinkel Modulbau GmbH in Blaubeuren, welche heute Raummodule/Containergebäude fertigt.
Von 1959 bis 1965 beteiligte sich Heinkel an der Entwicklungsring Süd GmbH (EWR), einem Gemeinschaftsunternehmen mit Messerschmitt und Bölkow zur Entwicklung des Senkrechtstarters EWR VJ 101.
1964 ging das Unternehmen gemeinsam mit Weserflug und Focke-Wulf in den Vereinigten Flugtechnischen Werken (VFW) auf. Während VFW seinerseits in der EADS aufging, firmierte das Werk in Speyer unter der Bezeichnung PFW Aerospace AG – Pfalz Flugzeugwerke noch bis 2011, als Airbus wieder Mehrheitseigner wurde.

### Spuren der Vergangenheit in Rostock

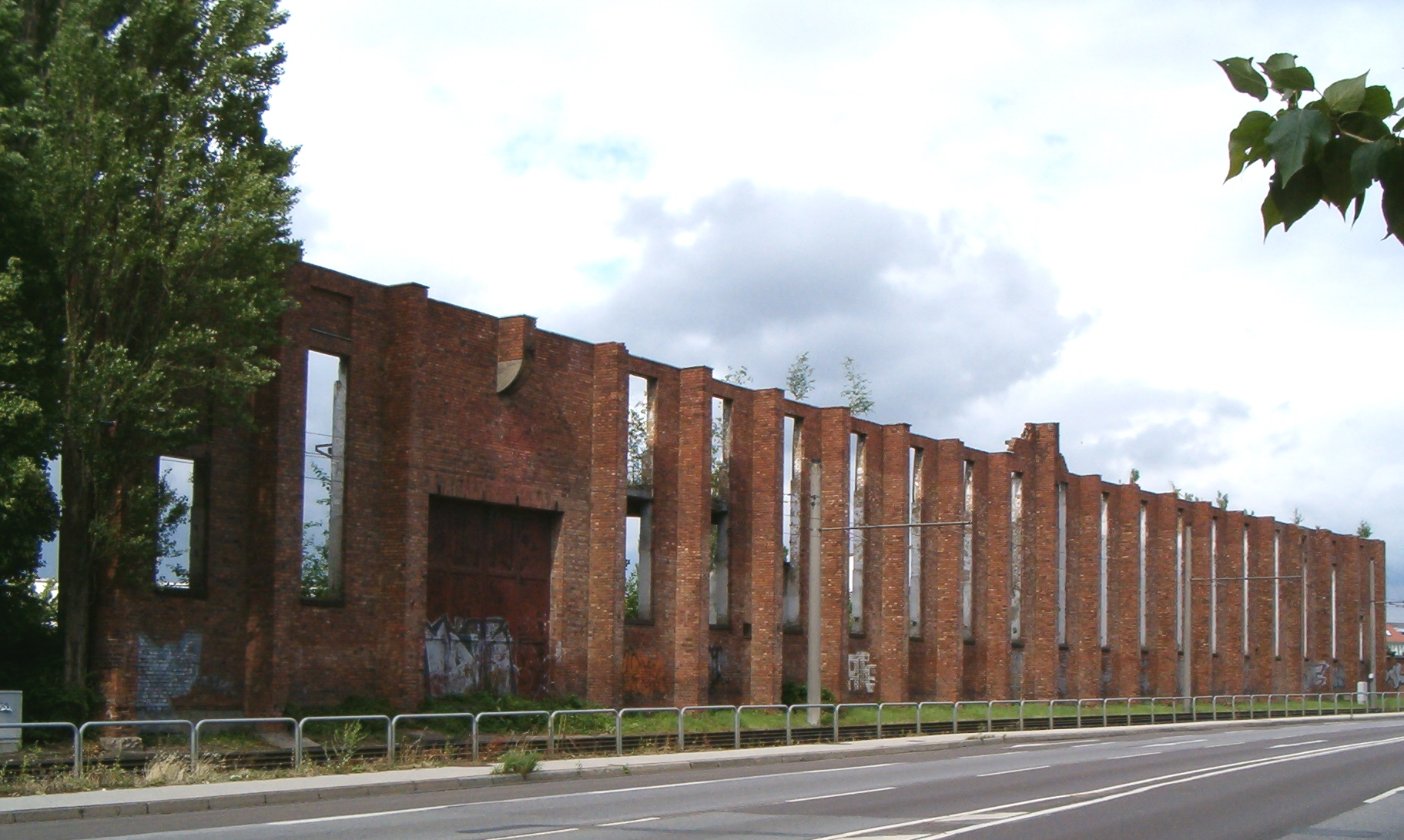
Backsteinmauer des ehemaligen Heinkel-Werkes an der Lübecker Straße in Rostock, Abriss (trotz Denkmalschutz) 2018

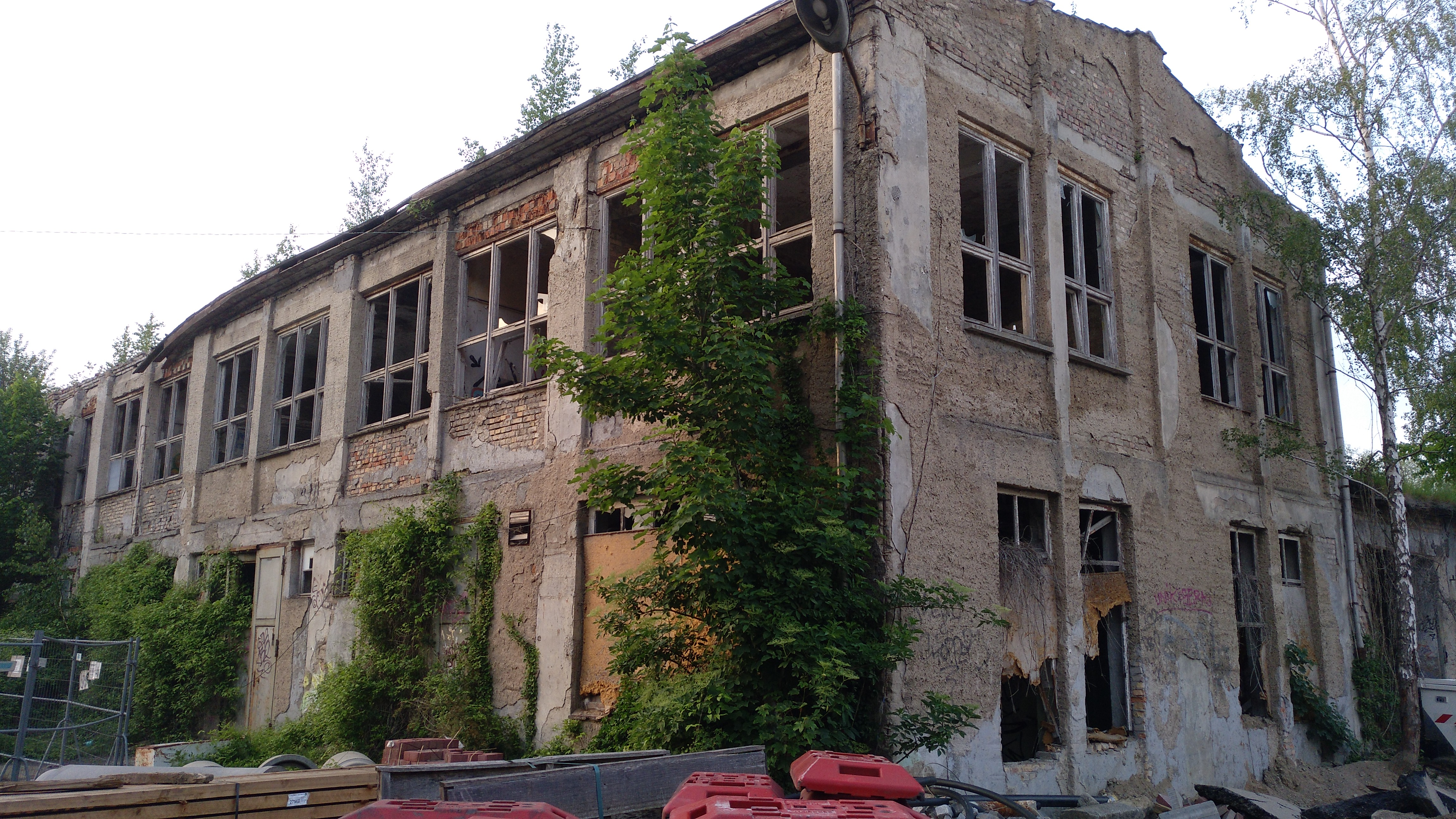
Ruine der Heinkel-Flugzeugwerke, Standort Bleicherstraße in Rostock

In Rostock-Marienehe blieben auf dem Gelände westlich der Bahntrasse die Lehrwerkstatt der Heinkel-Flugzeugwerke und einige Nebengebäude erhalten. Die Gebäude wurden später durch das Fischkombinat Rostock genutzt. Heute beherbergt das Gebäude der ehemaligen Lehrwerkstatt die „Kulturbühne Moya“, einen beliebten Veranstaltungsort.
Die einzige erhaltene Werkhalle in Marienehe wurde auf Anordnung der sowjetischen Besatzer als Produktionsstandort unbrauchbar gemacht und zu einer Sporthalle umgebaut. Die Umnutzung hat sie bis heute vor dem Abriss bewahrt.
Unmittelbar nördlich der Lübecker Straße in Rostock, im ehemaligen Industriegebiet Werftstraße, stand bis Februar 2018 das bekannteste Relikt der Rostocker Heinkel-Werke: die Heinkel-Mauer. Diese Ziegelmauer erstreckte sich über eine Länge von etwa 85 Metern und war bis 9½ m hoch, die ursprüngliche Höhe betrug 11 m. Sie bestand aus 24 Mauerwerkspfeilern sowie 21 überwiegend ca. 3½ m breiten Mauerfeldern. Sie entstand 1936 als Schauwand und diente zur optischen Aufwertung von bereits bestehenden Werkhallen. Von 1945 bis 1990 nutzte die Schiffswerft Neptun diese Hallen. Die Wand selbst stand ab 1994 unter Denkmalschutz. Seit 1995 war sie durch den Abriss der dahinter liegenden Hallen baulich freigestellt. Trotz Widerstand wurde auch sie 2018 abgerissen. An Stelle der Mauer sollen Stelen an die ambivalente Vergangenheit des Standorts Werftdreieck erinnern.
Auch am Standort Bleicherstraße wurden nach 1945 alle Produktionsanlagen demontiert. Die Abteilung Spedition des VEB Kraftverkehr Ostseetrans zog hier ab 1949 ein. Das Gelände wurde teilweise umgestaltet, einige Produktionshallen wurden abgerissen, dafür wurde ein Garagenkomplex errichtet. Das Gelände steht seit 1990 leer und die Gebäude verfallen.

## Entwicklungen
- Bordkatapulte, durch die Bordflugzeuge (HE 12; HE 58) von Schnelldampfern der Post mit Vorausflügen auf der Amerikaroute mehr als 24 Stunden einsparten (Erprobungsbeginn 1927) – siehe auch Katapultschiff
- He 70 (1932): damals schnellstes Verkehrsflugzeug der Welt und bereits in moderner Schalenbauweise gefertigt, sowie erstmals in Deutschland mit einziehbarem Fahrwerk
- He 111 (1934): im Auftrag der Lufthansa als schnelles Verkehrsflugzeug gebaut, ab 1937 Standardbomber der Luftwaffe
- He 100 (1938): Werkspilot Hans Dieterle holte mit 746,4 km/h am 30. März 1939 erstmals den absoluten Geschwindigkeitsweltrekord nach Deutschland
- He 176 (1939): erstes Flugzeug der Welt mit einem regelbaren Raketentriebwerk
- Entwicklung des ersten Turbostrahltriebwerks (He S 3) unter der Leitung von Hans-Joachim Pabst von Ohain ab 1933 (seit 1936 bei Heinkel)
- He 178: erstes Flugzeug der Welt mit Turbinenluftstrahltriebwerk (Erstflug 27. August 1939)
- Entwicklung des Schleudersitzes (1939)
- Patent auf Sprengnietverfahren im Flugzeug- und Stahlbau
- He 280: vorgesehen als Jagdflugzeug, geflogen 1941, Prototypen
- He 219: erstes europäisches Flugzeug mit Bugradfahrwerk und serienmäßig eingebautem Schleudersitz
- HeS 011: bei Kriegsende leistungsstärkstes Turbotriebwerk der Welt, Prototypen. Das spanische INI (Instituto Nacional de Industria), baute einen Prototyp eines geneigten Kompressorstrahltriebwerks, inspiriert von Heinkel-Ideen, Patent ES0197663, 1951.

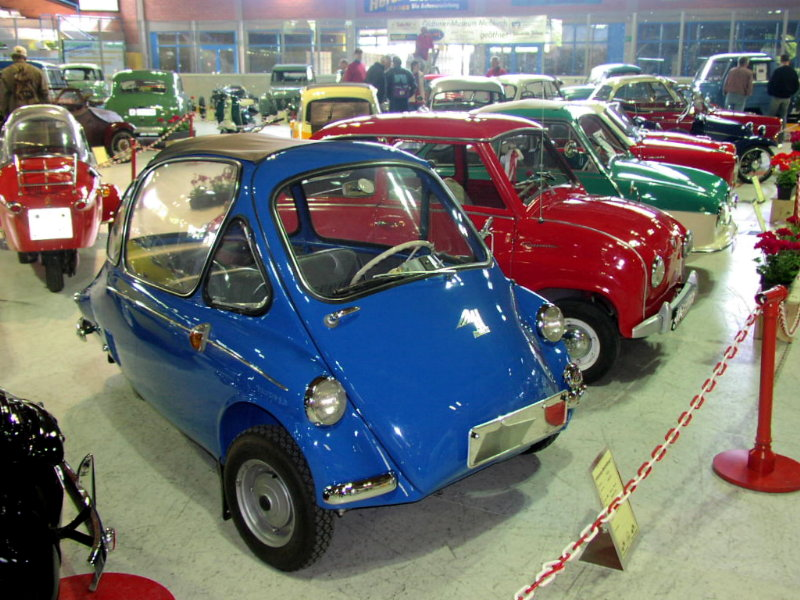
Heinkel Kabine von 1957

## Kraftfahrzeugbau
Heinkel präsentierte 1956 einen Kleinstwagen in der Form eines Coupés mit Fronttür, der auf den ersten Blick der BMW Isetta ähnelte. Allerdings war das Fahrzeug leichter und bot innen mehr Platz. Vom ersten Modell 150 mit drei Rädern und einem Motor mit 175 cm³ Hubraum entstanden etwa 6400 Fahrzeuge. Von den folgenden Modellen 153 (Dreirad) und 154 (Vierrad), die über einen größeren Motor mit 200 cm³ Hubraum verfügten, entstanden etwa 5500 Fahrzeuge.